# Funky Drummer
Funky Drummer est une chanson enregistrée par James Brown et son groupe en 1969. L'enregistrement du riff de batterie par Clyde Stubblefield est un des plus souvent samplé par les musiciens de hip-hop et de musique populaire.

## Enregistrement
Funky Drummer, où la batterie tient le rôle central a été enregistré le 20 novembre 1969 à Cincinnati, Ohio, et est sorti en 45 tours par King Records en mars 1970. Il atteint la 20e position dans les charts R&B, mais n'est sorti sur un album qu'en 1986 sur la compilation In the Jungle Groove.

## Musiciens
- James Brown – chant, orgue
- Clyde Stubblefield – batterie
- Richard "Kush" Griffith – trompette
- Joe Davis – trompette
- Fred Wesley – trombone
- Maceo Parker – saxophone ténor
- Eldee Williams – saxophone ténor
- St. Clair Pinckney - saxophone baryton
- Jimmy Nolen – guitare
- Alphonso "Country" Kellum – guitare
- Charles Sherrell – basse[3]

## Reprises et samples
Le solo de batterie de Funky Drummer, à l'image du Amen break, fait partie des séquences rythmiques ayant fait l'objet du plus de samples dans l'histoire du hip-hop. Clyde Stubblefield n'a pourtant touché aucune royalties, le titre étant crédité à James Brown. D'après le site Whosampled.com, Funky Drummer aurait été exploité dans 1 425 titres.
Quelques exemples:
- Eminem : Detroit vs. Everybody
- Sinéad O'Connor : I Am Stretched On Your Grave (1990)
- Public Enemy : Rebel Without a Pause (1986)
- Public Enemy : Bring The Noise
- Run-D.M.C. : Run's House/Beats to The Rhyme
- Eric B & Rakim : Lyrics of Fury
- Kool G Rap & Polo : It's a Demo
- Big Daddy Kane : Mortal Combat
- Coldcut : Say Kids What Time Is It? (1987)
- Biz Markie : Spring Again
- BDP : South Bronx (1987)
- Ice T : Make It Funky (1987)
- N.W.A. : Live Intro
- N.W.A. : Quiet On The Set
- Salt-N-Pepa : Let The Rhythm Run (1988)
- DJ Jazzy Jeff & The Fresh Prince : Jazzy's Groove (1988)
- DJ Jazzy Jeff & The Fresh Prince : Pump Up The Bass' (1988)
- James Brown : The Payback Mix (1988)
- James Brown : She Looks All Types a Good (1988)
- Stop The Violence Movement : Self Destruction (1988)
- James Brown : I'm Real (DMC remix)
- Planet Hemp : Porcos Fardados
- Public Enemy : What What
- The Fedz : Taking U Out (1988)
- Ultramagnetic MCs : Move love on the 1 and 2
- Serious Tripp : Gotta Keep Movin'
- Maestro Fresh Wes : Let Your Backbone Slide (1989)
- Heavy D & The Boyz : We Got OurOwn Thang (1989)
- Wreckx-N-Effect : Clubhead (1989)
- De La Soul : Three Is A Magic Number (1989)
- Public Enemy : Fight The Power (1989)
- Roxanne Shanté : Have A Nice Day [Remix] (1989)
- Paris : I Call him Mad (1990)
- LL Cool J : Mama Said Knock You Out/The Boomin' System (1990)
- 2 Live Crew : Coolin'
- Another Bad Creation : Iesha (1990)
- Snap! : Blase Blase (1990)
- George Michael : Freedom 90'
- Lightnin' Lee & Poppy P : Big Time Chillin'
- Jewel T : I Like It Loud
- Prince : Pop Life (Welcome 2 Minneapolis Remix)
- Enigma : Carly's song (Version 1)
- Fatboy Slim : The Payback (Final Mixdown)
- True Mathematics : For The Lover In You
- Ice Cube : Jackin' for Beats
- Geto Boys : Mind of a Lunatic
- Queen : We Are The Champions (Rick Rubin Ruined Mix) (1991)
- Sublime : Scarlet Begonias (1992)
- Fine Young Cannibals : I'm Not The Man I Used To Be (1993)
- Dr. Dre : Let Me Ride (1993)
- A Tribe Called Quest : Separate/Together
- Pete Rock & C.L. Smooth : Go With The Flow
- Bob James : Love Is Where (1997)
- Labrinth : Express Yourself (2012)
- Theodore Shapiro & Ludwig Göransson : Central Intelligence (2016)

Le batteur Clyde Stubblefield, à l'origine du riff, a lui-même sorti un titre intitulé Revenge of the Funky Drummer en 1997.

## Sources
- (en) Cet article est partiellement ou en totalité issu de l’article de Wikipédia en anglais intitulé « Funky Drummer » (voir la liste des auteurs).